# Monzalbarba
Monzalbarba es un pueblo rural de Zaragoza que se encuentra 11 km al noroeste del centro de la capital.
Situado en la margen derecha del río Ebro está a una altitud de 204 m s. n. m.
Está regido por una Junta Vecinal.
El Puente de Alfocea le comunica con el barrio rural de Alfocea.

## Historia
Su antigua denominación de «Manzil Barber» o «Mezal Barber» indicaría un origen bereber. Tras la reconquista de Zaragoza, uno de los mesnaderos que acompañaban a Alfonso I, Ambrosio de Casanat recibió el poblado de «MoÇalbarba» desalojado por los moros. Instaló su casal solariego como primer señor de ese lugar que repoblaría con familiares y soldados licenciados de su mesnada. Esta pequeña aldea sería donada en 27 de febrero de 1201 a Zaragoza por el monarca Pedro II, momento desde el cual se convirtió en barrio rural de la ciudad de Zaragoza.
Su núcleo antiguo se organiza en torno a las calles de Enmedio y San Blas y contiene cinco manzanas en las que se sitúan la mayor parte de los edificios catalogados de manera individual dentro del Catálogo de Edificios y Conjuntos de Interés Histórico Artístico contenido en el Plan General de Organización Urbana de Zaragoza. citado P.G.O.U.Z.

## Geografía humana

### Demografía
| Gráfica de evolución demográfica de Monzalbarba entre 1842 y 1877 |
| |
| Población de derecho según los censos de población del INE Población de hecho según los censos de población del INEEntre el censo de 1887 y el anterior, este municipio desaparece porque se integra en el municipio 50297 (Zaragoza) |

### Economía

#### Polígonos industriales
Parque empresarial Miguel Servet en la carretera N-232, km, 3,6.
Parque empresarial Europa II en la carretera N-232, km. 7,6.
Parque empresarial Los Arcos en la carretera N-232, km. 7,8.
Parque empresarial Las Ventas en la carretera N-232, km. 10,3.

#### Instalaciones de hidrocarburos
Está ubicado un importante centro logístico de almacenamiento y distribución de hidrocarburos perteneciente al grupo CLH.

## Instalaciones militares
Monzalbarba acoge el Cuartel del Regimiento de Pontoneros y Especialidades de Ingenieros nº 12. Este regimiento creado en 1872 ha conocido varios nombres y acuartelamientos en el casco urbano de Zaragoza hasta terminar recalando en Monzalbarba. El regimiento está especializado en buceo, paso de ríos, zapadores e ingeniería.

## Servicios
Biblioteca pública de Monzalbarba en la calle Gaspar de Pex 12-14.
Casa de juventud Monzalbarba en la calle San Miguel, 13.
Pabellón deportivo municipal Cecilio Pallarés (Monzalbarba) en el Andador de Quinto, 4.
Centro deportivo municipal Monzalbarba en el Camino de La Mejana, 22.
Centro de convivencia para mayores Monzalbarba en la calle Santa Ana, 32.
Centro municipal de servicios sociales Monzalbarba en la calle Santa Ana, 34.
Campo municipal de fútbol La Manzanera en el Camino de La Mejana, 22.

## Patrimonio

### Ermita de la Sagrada
Está integrado por el templo propiamente dicho y un anejo formado por dos casas. Una de ellas es la Casa de la Cofradía. La ermita es un templo edificado en ladrillo visto al exterior. Tiene una sola nave de tres tramos, cabecera poligonal y capillas entre contrafuertes, tres en cada lado.
El conjunto corresponde a la producción mudéjar del siglo XVI. En el año 2002 el Ayuntamiento de Zaragoza llevó a cabo una restauración.

### Torre de la antigua iglesia
El maestro Gaspar Pex ejecutó la construcción en 1545 del templo dedicado a San Miguel Arcángel.
En 1963 se derribó el antiguo templo parroquial y se conservó su torre en pie.
En el año 1992 se terminaron las obras de restauración del exterior de la torre. En los años 2002 y 2003 se demolió la vivienda parroquial para liberar y restaurar la torre en su totalidad.

## Fiestas
En Monzalbarba, existen varias fiestas o celebraciones a lo largo del año. Estas festividades son:
- 3 de febrero, San Blas.

El 3 de febrero de cada año tiene lugar en la localidad zaragozana la celebración en honor a San Blas, patrón de Monzalbarba. Estas fiestas son celebradas durante el primer fin de semana de febrero y en ella los asistentes pueden acudir a eventos de distinta índole (culturales, taurinos, festivos, etc). No obstante, lo más representativo de esta fiesta es la bendición de los roscones el día anterior al gran acontecimiento.
- El primer domingo de mayo se recibe a la Romería de los Mueleros.

La romería formada por los habitantes de La Muela, municipio español situado en la provincia de Zaragoza, tienen la costumbre de realizar una larga caminata desde su lugar de origen hasta Monzalbarba. Todo esto se debe a la aparición de la Virgen de la Sagrada a un pastor muelano cerca del río Ebro. Esta práctica se lleva realizando desde hace muchos años, convertida ya en toda una tradición tanto para los residentes muelanos como para los cigüeños (gentilicio utilizado para designar a la población nacida en Monzalbarba).
- 8 de septiembre, Virgen de La Sagrada.

Las fiestas de la Virgen de La Sagrada son las fiestas más importantes para el barrio rural zaragozano. Aunque, estas fiestas tienen una duración de casi una semana, su día más importante es el 8 de septiembre, día de la Virgen. En ese día, todos los lugareños salen a la calle para adorarla en compañía de los danzantes y los dulzaineros. Como en todas las fiestas, no puede faltar el folclore popular. El dance pertenece al folclore aragonés y simboliza la lucha entre moros y cristianos. En Monzalbarba, los danzantes llevan en sus manos una espada y un palo con lo que realizan el popular baile. Esto no se podría llevar a cabo sin un elemento imprescindible como es la música. Los danzantes siempre van acompañados de un grupo de dulzaineros que son los que les ponen la melodía.